# Кубок Шотландії з футболу 2009—2010
Кубок Шотландії з футболу 2009–2010 — 125-й розіграш кубкового футбольного турніру у Шотландії. Титул вдруге здобув Данді Юнайтед.

## Календар
| Раунд        | Дата                                           | Матчі | Клуби   |
| ------------ | ---------------------------------------------- | ----- | ------- |
| Перший раунд | 26 вересня 2009, 3 жовтня 2009                 | 17+4  | 81 → 64 |
| Другий раунд | 24 жовтня 2009, 31 жовтня 2009                 | 16+3  | 64 → 48 |
| Третій раунд | 28 листопада - 9 грудня 2009, 1-14 грудня 2009 | 16+5  | 48 → 32 |
| 1/16 фіналу  | 9-25 січня 2010, 19-27 січня 2010              | 16+4  | 32 → 16 |
| 1/8 фіналу   | 6-7 лютого 2010, 16-17 лютого 2010             | 8+2   | 16 → 8  |
| 1/4 фіналу   | 13-14 березня 2010, 23-24 березня 2010         | 4+2   | 8 → 4   |
| 1/2 фіналу   | 10-11 квітня 2010                              | 2     | 4 → 2   |
| Фінал        | 15 травня 2010                                 | 1     | 2 → 1   |

## 1/16 фіналу
| Команда 1                     | Рахунок | Команда 2               |
| ----------------------------- | ------- | ----------------------- |
| 9 січня 2010                  |         |                         |
| Абердин                       | 2:0     | Гарт оф Мідлотіан       |
| Данфермлін Атлетік (2)        | 7:1*    | Стенхаузмур (3)         |
| Гіберніан                     | 3:0     | Ірвін Мідоу (5)         |
| Партік Тісл (2)               | 0:2     | Данді Юнайтед           |
| Сент-Міррен                   | 3:1     | Аллоа Атлетік (3)       |
| 10 січня 2010                 |         |                         |
| Гамільтон Академікал          | 3:3     | Рейнджерс               |
| 18 січня 2010                 |         |                         |
| Альбіон Роверз (4)            | 0:0     | Стерлінг Альбіон (3)    |
| Ейр Юнайтед (2)               | 1:0     | Бріхін Сіті (3)         |
| Единбург Сіті (5)             | 1:3     | Монтроз (4)             |
| Форфар Атлетік (4)            | 0:3     | Сент-Джонстон           |
| Інвернесс Каледоніан Тісл (2) | 2:0     | Мотервелл               |
| Кілмарнок                     | 1:0     | Фолкерк                 |
| Росс Каунті (2)               | 4:0     | Інверурі Локо Воркс (5) |
| 19 січня 2010                 |         |                         |
| Грінок Мортон (2)             | 0:1     | Селтік                  |
| 20 січня 2010                 |         |                         |
| Лівінгстон (4)                | 0:1     | Данді (2)               |
| 25 січня 2010                 |         |                         |
| Рейт Роверз (2)               | 1:1     | Ейрдрі Юнайтед (2)      |

* - матч перегравався через участь у матчі незаявленого гравця у складі господарів.
Перегравання
| Команда 1            | Рахунок | Команда 2              |
| -------------------- | ------- | ---------------------- |
| 19 січня 2010        |         |                        |
| Рейнджерс            | 2:0 дч  | Гамільтон Академікал   |
| 20 січня 2010        |         |                        |
| Стерлінг Альбіон (3) | 3:1     | Альбіон Роверз (4)     |
| 26 січня 2010        |         |                        |
| Стенхаузмур (3)      | 1:2 дч  | Данфермлін Атлетік (2) |
| 27 січня 2010        |         |                        |
| Ейрдрі Юнайтед (2)   | 1:3     | Рейт Роверз (2)        |

## 1/8 фіналу
| Команда 1              | Рахунок | Команда 2                     |
| ---------------------- | ------- | ----------------------------- |
| 6 лютого 2010          |         |                               |
| Данді (2)              | 2:1     | Ейр Юнайтед (2)               |
| Гіберніан              | 5:1     | Монтроз (4)                   |
| Кілмарнок              | 3:0     | Інвернесс Каледоніан Тісл (2) |
| Рейт Роверз (2)        | 1:1     | Абердин                       |
| Росс Каунті (2)        | 9:0     | Стерлінг Альбіон (3)          |
| Сент-Джонстон          | 0:1     | Данді Юнайтед                 |
| Сент-Міррен            | 0:0     | Рейнджерс                     |
| 7 лютого 2010          |         |                               |
| Данфермлін Атлетік (2) | 2:4     | Селтік                        |

Перегравання
| Команда 1      | Рахунок | Команда 2       |
| -------------- | ------- | --------------- |
| 16 лютого 2010 |         |                 |
| Абердин        | 0:1     | Рейт Роверз (2) |
| 17 лютого 2010 |         |                 |
| Рейнджерс      | 1:0     | Сент-Міррен     |

## 1/4 фіналу
| Команда 1       | Рахунок | Команда 2       |
| --------------- | ------- | --------------- |
| 13 березня 2010 |         |                 |
| Данді (2)       | 1:2     | Рейт Роверз (2) |
| Гіберніан       | 2:2     | Росс Каунті (2) |
| Кілмарнок       | 0:3     | Селтік          |
| 14 березня 2010 |         |                 |
| Рейнджерс       | 3:3     | Данді Юнайтед   |

Перегравання
| Команда 1       | Рахунок | Команда 2 |
| --------------- | ------- | --------- |
| 23 березня 2010 |         |           |
| Росс Каунті (2) | 2:1     | Гіберніан |
| 24 березня 2010 |         |           |
| Данді Юнайтед   | 1:0     | Рейнджерс |

## 1/2 фіналу
| Команда 1      | Рахунок | Команда 2       |
| -------------- | ------- | --------------- |
| 10 квітня 2010 |         |                 |
| Селтік         | 0:2     | Росс Каунті (2) |
| 11 квітня 2010 |         |                 |
| Данді Юнайтед  | 2:0     | Рейт Роверз (2) |

## Фінал
| 15 травня 2010 17:00 (EEST) |

| Росс Каунті (2) | 0:3      | Данді Юнайтед               |
| --------------- | -------- | --------------------------- |
|                 | Протокол | Гудвіллі 61' Конві 75', 85' |

| Гемпден-Парк, Глазго Глядачів: 47 122 Арбітр: Дугі Макдональд |